# Venezia romantica - The Best of Rondò Veneziano
| Recensione | Giudizio |
| ---------- | -------- |
| AllMusic   | [ 1 ]    |

Venezia romantica - The Best of Rondò Veneziano (Das Schönste von Rondò Veneziano) è, escludendo l'ufficiale raccolta Rondò 2000, la terza compilation dei Rondò Veneziano pubblicata nel 1992 dalla BMG Ariola. 
Le musiche sono di Gian Piero Reverberi, Ivano Pavesi, Laura Giordano. Il logo del gruppo è di Erminia Munari ed Enzo Mombrini, la copertina è dell'illustratore inglese Angus McKie

## Tracce
1. Splendore di Venezia (Gian Piero Reverberi e Ivano Pavesi) - 2'38
2. Casanova (Gian Piero Reverberi e Laura Giodano) - 3'06
3. Bettina (Gian Piero Reverberi e Laura Giordano) - 3'11
4. Divertissement (Gian Piero Reverberi e Ivano Pavesi) - 3'19
5. Armonie (Gian Piero Reverberi e Laura Giordano) - 2'36
6. Regata dei dogi (Gian Piero Reverberi e Laura Giordano) - 2'52
7. Perle d'oriente (Gian Piero Reverberi e Laura Giordano) - 2'46
8. Pulcinella (Gian Piero Reverberi e Laura Giordano) - 4'01
9. Prestige (Gian Piero Reverberi e Ivano Pavesi) - 3'25
10. Corso delle gondole (Gian Piero Reverberi e Laura Giordano) - 2'25
11. Le dame, i cavalieri (Gian Piero Reverberi e Laura Giordano) - 2'53
12. Donna Lucrezia (Gian Piero Reverberi e Laura Giordano) - 2'59
13. La Giudecca (Gian Piero Reverberi e Laura Giordano) - 2'48
14. Tramonto d'Autunno (Gian Piero Reverberi e Laura Giordano) - 3'44
15. Carrousel (Gian Piero Reverberi e Laura Giordano) - 3'31
16. Rialto (Gian Piero Reverberi e Laura Giordano) - 3'01

## Classifiche
| Paese    | Posizione raggiunta |
| -------- | ------------------- |
| Germania | 46                  |